# هريشت (محمدية أردكان)
هریشت (بالفارسية: هریشت) هي قرية تقع في إيران في قسم محمدیة الريفي.